# Autostrada A106 (Niemcy)
Autostrada federalna A106 (niem. Bundesautobahn 106 (BAB 106), Autobahn 106 (A106)) – nigdy nie wybudowana autostrada w Niemczech.
Berlińskie studium uwarunkowań z 1965 roku przewidywało istnienie miejskiej autostrady o roboczej nazwie Südtangente, która znacznie później otrzymała oznaczenie A106 – o relacji Schöneberg – Kreuzberg – Alt-Treptow – Köpenick. Według planów miała krzyżować się z innymi autostradami wewnątrz Berlina. Od wprowadzenia numeracji autostrad w 1975 roku aż do zjednoczenia Niemiec planowana trasa miała oznaczenie A16.

## Planowane węzły z innymi autostradami
| Nazwa węzła            | Autostrady | Uwagi                                                                                  |
| ---------------------- | ---------- | -------------------------------------------------------------------------------------- |
| Kreuz Tempelhofer Ufer | A103       |                                                                                        |
| Kreuz Oranienplatz     | A102       | A102 obecnie istnieje jako odgałęzienie A100 (tzw. A100ast) w ramach węzła Gradestraße |
| Kreuz Sonnenallee      | A100       |                                                                                        |